# Colunga
Colunga là một đô thị trong cộng đồng tự trị của Công quốc Asturias, Tây Ban Nha.

## Giáo khu
| - Carrandi - Colunga - [[Gobiendes] (hay Goviendes)] - La Isla - La Llera - La Riera - Llastres - Lliberdón - Llue | - Pernús - Pivierda - Sales - San Xuan de la Duz |

## Nhân khẩu
|                                                                                            |
| Quelle: Instituto Nacional de Estadística de España - grafische Aufarbeitung für Wikipedia |